# Animal de estimação virtual
Um animal de estimação virtual, digital ou artificial, ou simulação de criação de animais de estimação) é um tipo de companheiro humano artificial. Eles geralmente são mantidos para companheirismo ou diversão. As pessoas podem manter um animal de estimação digital em vez de um animal de estimação real. Cyberpet e Tamagotchi foram alguns dos primeiros animais de estimação digitais populares.
Animais de estimação digitais não têm forma física concreta além do hardware em que são executados. A interação com animais de estimação virtuais pode ou não ser orientada a objetivos. Se for, então o usuário deve mantê-lo vivo o maior tempo possível e, muitas vezes, ajudá-lo a crescer em formas superiores. Manter o animal de estimação vivo e em crescimento muitas vezes requer alimentação, higiene e brincadeiras com o animal. Alguns animais de estimação digitais exigem mais do que apenas comida para mantê-los vivos. A interação diária é necessária na forma de jogos, carícias virtuais, fornecer amor e reconhecimento pode ajudar a manter seu animal de estimação virtual feliz e crescendo saudável.
Animais de estimação digitais podem ser simulações de animais reais, como na série Petz, ou de fantasia, como a série Tamagotchi ou Digimon. Ao contrário das simulações biológicas, o animal de estimação não costuma se reproduzir.